# Plectranthus uliginosus
Plectranthus uliginosus là một loài thực vật có hoa trong họ Hoa môi. Loài này được (T.C.E.Fr.) ined. miêu tả khoa học đầu tiên.